# Kalatea
Kalatea lub ostrzeszyn (Calathea) – rodzaj roślin z rodziny marantowatych, blisko spokrewniony z marantą. Należy do niego 59 gatunków pochodzących z południowego Meksyku, Ameryki Południowej, Środkowej oraz Karaibów. Na podstawie wyników badań filogenetycznych, w 2012 roku większość gatunków zaliczanych wcześniej do tego rodzaju przeniesiono do rodzaju Goeppertia.
Nazwa naukowa rodzaju pochodzi od greckiego słowa καλαθοσ (kalathos – kosz) lub wywodzącego się od niego łacińskiego słowa calathus, oznaczającego kosz wiklinowy, i odnosi się do kwiatostanów tych roślin, wykorzystywania ich liści do produkcji koszy lub budowy znamienia słupka. 

## Morfologia

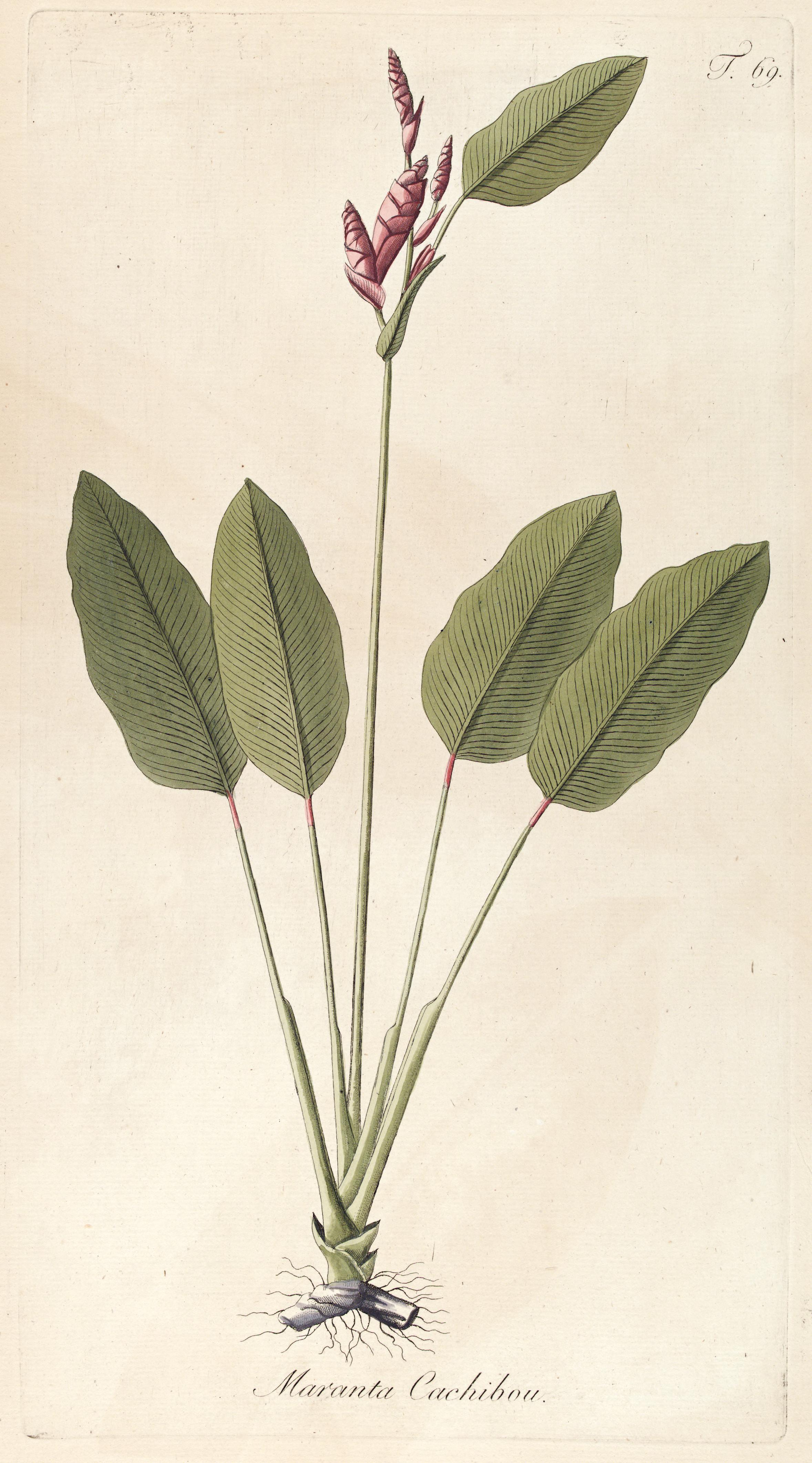
Budowa Calathea lutea

PokrójWieloletnie, zazwyczaj duże rośliny zielne.
LiścieZwykle kilka liści odziomkowych i jeden lub więcej łodygowych. Jednolicie zielone lub jaśniejsze odosiowo, nigdy wzorzyste.
KwiatyWyrastają w parach lub rzadziej trójkach zebranych w złożone kwiatostany, składające się zazwyczaj z dwóch lub kilku podobnych, częściowych kwiatostanów, rzadko proste, wyrastające wierzchołkowo na zwykle wysokiej, ulistnionej łodydze. Podsadki ułożone dwurzędowo, rzadziej skrętolegle, trwałe. Zwykle obecne są również zredukowane liście (interphyll). Przysadki zwykle od 1 do 2, rzadziej nieobecne lub więcej, błoniaste. Kwiaty otwarte. Rurka korony wydłużona, łatki odgięte lub odwinięte. Zewnętrzny prątniczek jeden (rzadko nieobecny). Pręcik z pojedynczym pylnikiem. Zalążnia trójkomorowa.
OwoceTrzynasienne, pękające, odwrotnie jajowate torebki, z pozostałościami działek kielicha. Powierzchnia gładka. Nasiona u nasady z białą lub barwną osnówką.
Gatunki podobneRośliny z rodzaju Goeppertia, zazwyczaj mniejsze, o często wzorzystych liściach, prostych kwiatostanach, podsadkach o układzie skrętoległym, a także wzniesionych lub rozpostartych łatkach korony okwiatu.

## Systematyka

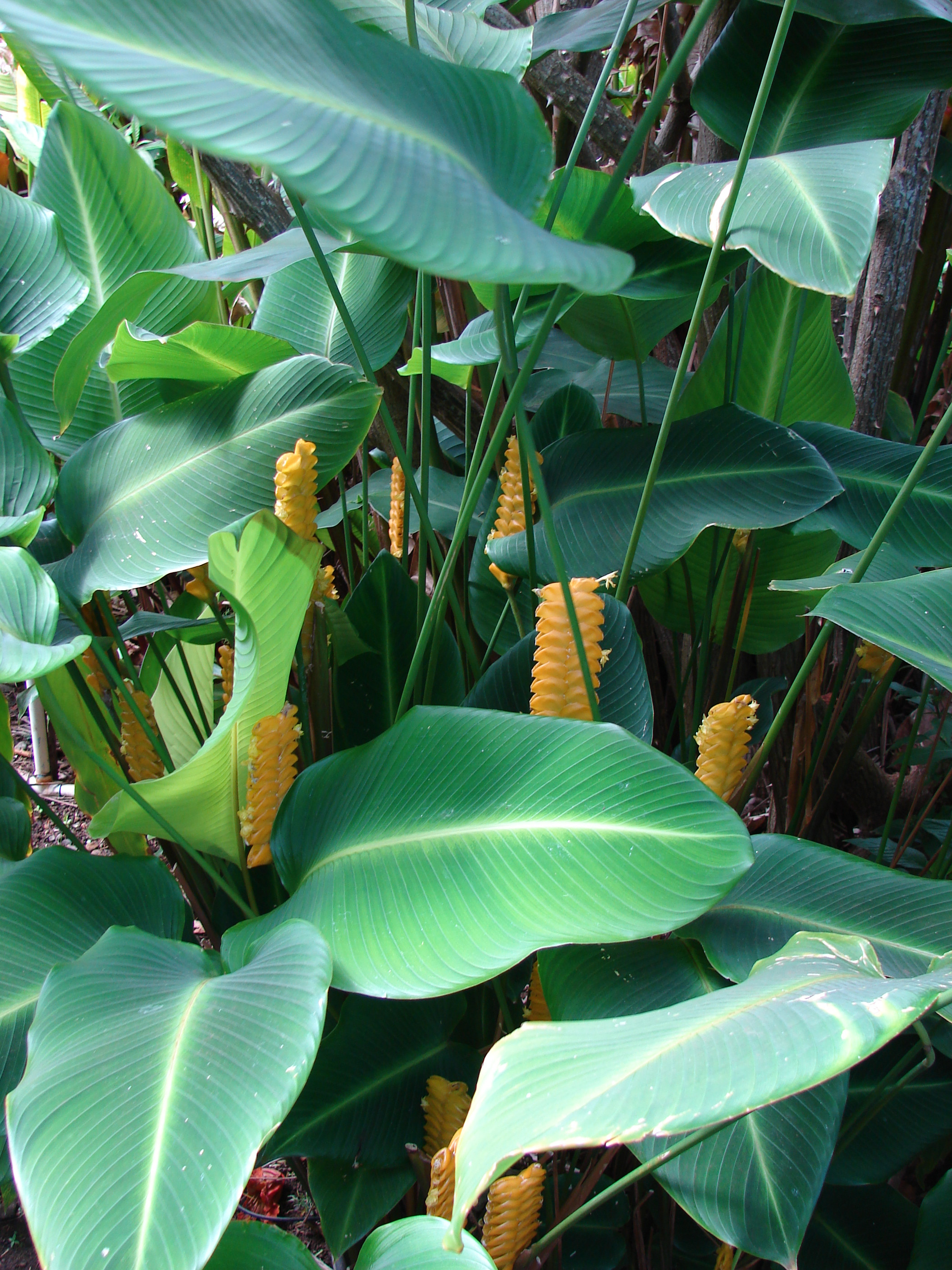
Calathea crotalifera

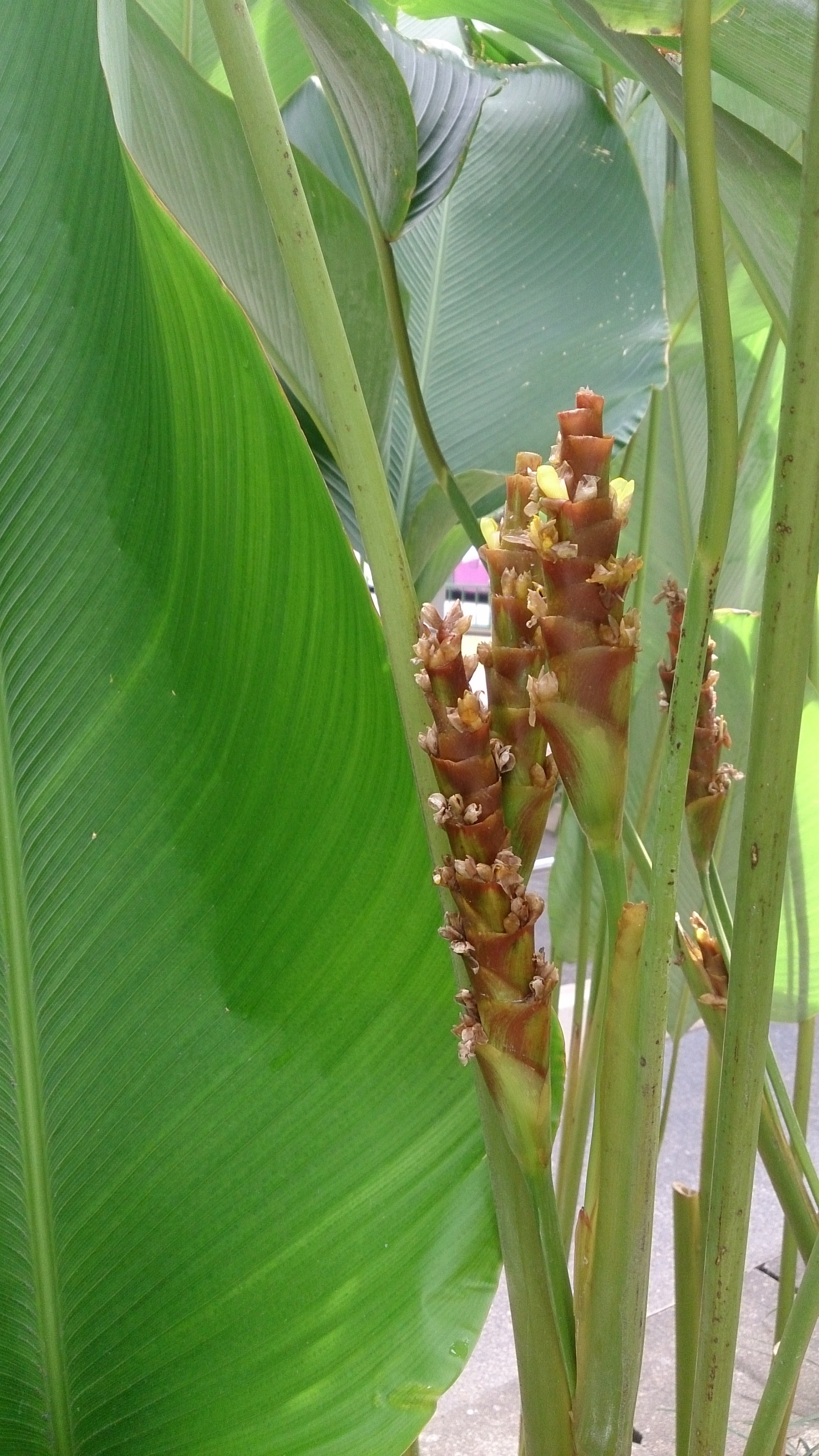
Calathea lutea

Historia taksonomicznaPodział rodzaju Calathea zaproponowali w XIX wieku Körnicke, Bentham i Petersen. Jednak najbardziej kompleksową klasyfikację zaproponował Schumann (1902) w swojej monografii rodziny marantowatych. Schumann wyszedł od pionierskiej pracy Körnicke'go (1858, 1862), ale uwzględnił także elementy klasyfikacji przejęte później przez Benthama (1883) i Petersena (1890). Uporządkował on 104 znane wówczas gatunki Calathea w cztery podrodzaje: 
- Eucalathea Körn (sekcja u Benthama), obejmujący gatunki z dwurzędowo położonymi podsadkami i bocznie spłaszczonymi kwiatostanami,
- Macropus Benth. (sekcja u Benthama), obejmujący gatunki z dwurzędowo położonymi podsadkami i cylindrycznymi kwiatostanami,
- Microcephalum Benth. (sekcja u Benthama), obejmujący gatunki ze spiralnie ułożonymi podsadkami i małymi kwiatostanami z 5 lub mniej liśćmi przykwiatowymi,
- Pseudophrynium Körn. (sekcje Pseudophrynium i Breviscapus u Benthama), do którego zaliczył gatunki ze spiralnie ułożonymi podsadkami i dużymi kwiatostanami z więcej niż pięcioma liśćmi przykwiatowymi.

Największy ilościowo podrodzaj Pseudophrynium został dalej podzielony przez Schumanna na cztery serie odpowiadające sekcjom ustanowionym przez Petersena (dwie pierwsze zaliczone przez Benthama do sekcji Pseudophrynium, a dwie ostatnie do sekcji Breviscapus): 
- Scapifoliae Eichler ex Petersen – z wysokimi łodygami z jednym lub większą liczbą liści,
- Comosae Petersen – ze sterylnymi przysadkami na wierzchołku kwiatostanu,
- Nudiscapae Petersen – bez sterylnych przylistków i liści łodygowych,
- Rhizanthae Eichler ex Petersen – z kwiatostanami wyrastającymi na oddzielnych pędach.

Pod koniec XX wieku wkład w zrozumienie relacji infragenerycznych u Calathea wnieśli Kennedy i in. (1988), którzy podzielili 64 gatunki ekwadorskie na osiem grup. Cztery z nich odpowiadały sekcjom założonym przez Benthama lub Petersena (Breviscapus [odpowiadający części sekcji Nudiscapae], Calathea [zamiast Eucalathea], Comosae [obejmującą Macropus] i Microcephalum), pozostałe zaś to nowe grupy nieformalne: 
- grupa C. lanicaulis – z dziewięcioma gatunkami przypominającymi te z sekcji Calathea, ale z kwiatostanami siedzącymi lub o krótkich szypułach i podsadkami ułożonymi spiralnie (w porównaniu z wyraźnie szypułowymi kwiatostanami i dwurzędowo położonymi podsadkami w sekcji Calathea),
- grupa C. marantifolia obejmująca sześć gatunków z podrodzaju Pseudophrynium serii Scapifoliae z kwiatostanami  wyrastającymi wierzchołkowo na wydłużonej łodydze, z 1–4 ogonkowymi liśćmi, i podsadkami często szerszymi niż długimi, jajowatymi do wklęsło-jajowatych,
- grupa C. ornata obejmująca sześć gatunków z serii Nudiscapae, które w młodym stadium mają liście z delikatnymi biało-fioletowymi kropkami i paskami, które zwykle zanikają u roślin w pełni rozwiniętych, oraz gatunek z serii Rhizanthae,
- grupa C. capitata, złożony z czterech gatunków z sekcji Comosae ze sterylnymi przysadkami na szczycie kwiatostanów, podobnymi kształtem i kolorem do płodnych (w porównaniu do zróżnicowanych ujętych w sekcji Comosae).

Na początku XXI wieku Prince i Kres (2006) przedstawili hipotezę, że rodzaj Calathea jest polifiletyczny, ale nie ustalili podstaw do jego redefinicji. Dopiero w 2012 roku Borchsenius i inni przeprowadzili analizę filogenetyczną Calathea opartą na markerach DNA genomów plastydowego i jądrowego, zsekwencjonowanych dla dużej i reprezentatywnej próbki gatunków, obejmującej wszystkie wcześniej proponowane jednostki infrageneryczne i reprezentującej pełny zakres zmienności morfologicznej znanej w rodzaju Calathea. Wyniki badań potwierdziły, że rodzaj w dotychczasowym rozumieniu jest polifiletyczny. Gatunki z rodzaju Calathea zgrupowano w dwa odrębne klady: Calathea I i Calathea II.
Klad Calathea II objął gatunki zaliczane do podrodzaju Calathea, grupy C. lanicaulis oraz gatunek Sanblasia dressleri. Cechą wspólną wszystkich trzech grup tworzących ten klad, a zarazem synapomorfią tak zdefiniowanego rodzaju Calathea sensu stricto, są kwiatostany złożone, składające się zazwyczaj z dwóch do kilku podobnych, częściowych kwiatostanów (aczkolwiek niektóre gatunki mają proste kwiatostany, np. C. timothei). Kolejną synapomorfią Calathea s. s. jest to, że łatki korony są zawsze odgięte lub odwinięte. Wreszcie większość gatunków to stosunkowo duże rośliny z wysokimi pędami kwiatostanowymi i kwiatostanami umieszczonymi znacznie powyżej nasady roślin. Klad Calathea II okazał się siostrzany dla rodzajów Ischnosiphon i Pleiostachya, tworząc razem z nimi grupę siostrzaną dla rodzaju Monotagma. Dopiero taka gałąź okazała się siostrzana dla kladu Calathea I.
Klad Calathea I objął największą liczbę gatunków, w tym wszystkie podrodzaje wyróżnione przez Schumanna, z wyłączeniem podrodzaju Calathea. Synapomorfie tego kladu obejmują prosty kwiatostan (z kilkoma wyjątkami) i łatki korony wzniesione do rozpostartych, ale nigdy wygięte lub odgięte, jak u Calathea II. Rośliny są również zwykle mniejsze niż rośliny Calathea II. Członkowie sekcji Breviscapus mają czasami złożone kwiatostany, jak większość gatunków Calathea II, ale w tym przypadku podsadki są zawsze ułożone spiralnie, nigdy dwurzędowo, a kwiatostany wyrastają u nasady między liśćmi, a nie na długim pędzie kwiatostanowym. W obrębie Calathea I wyniki ujawniły wyraźną i dobrze wspieraną strukturę kladów, wykazującą wysoki stopień zgodności z wcześniej proponowanymi grupami infragenerycznymi. Wszystkie nieformalne grupy gatunków wyróżnione pod koniec XX wieku przez Kennedy i innych okazały się monofiletyczne. Najstarszą nazwą rodzajową możliwą do przypisania kladowi Calathea I była Goeppertia. Autorzy zaproponowali więc wskrzeszenie tej nazwy i zastosowanie jej do wszystkich gatunków tego kladu. Jednocześnie  rozumienie rodzaju Calathea zostało ograniczone do roślin tworzących klad Calathea II oraz gatunków poprzednio umieszczonych w podrodzaju Calathea, grupie C. lanicaulis i rodzaju Sanblasia. Wszystkie pozostałe gatunki ówcześnie zaliczane do Calathea zostały przeniesione do nowo zdefiniowanego rodzaju Goeppertia.
Pozycja systematycznaRodzaj z rodziny marantowatych (Marantaceae) z rzędu imbirowców (Zingiberales).
Wykaz gatunków
- Calathea anderssonii H.Kenn.
- Calathea anulque H.Kenn.
- Calathea asplundii H.Kenn.
- Calathea barryi H.Kenn.
- Calathea brenesii Standl.
- Calathea caesariata H.Kenn.

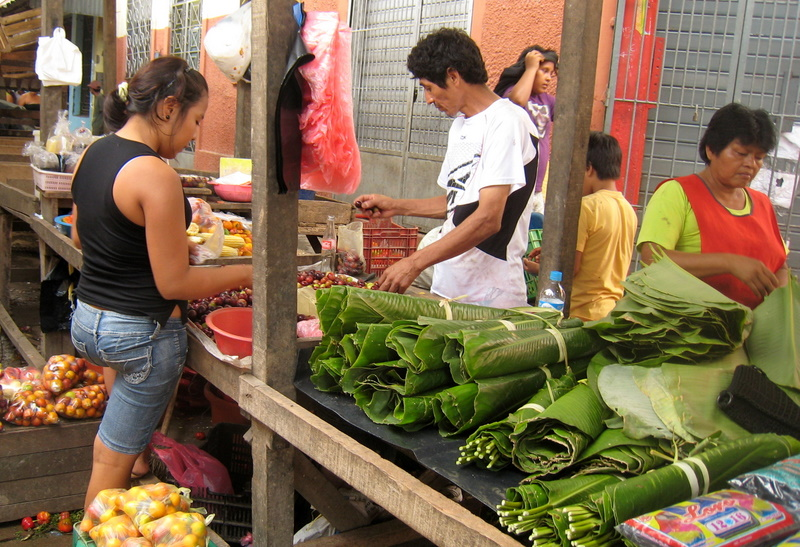
Liście Calathea lutea na targu w Peru

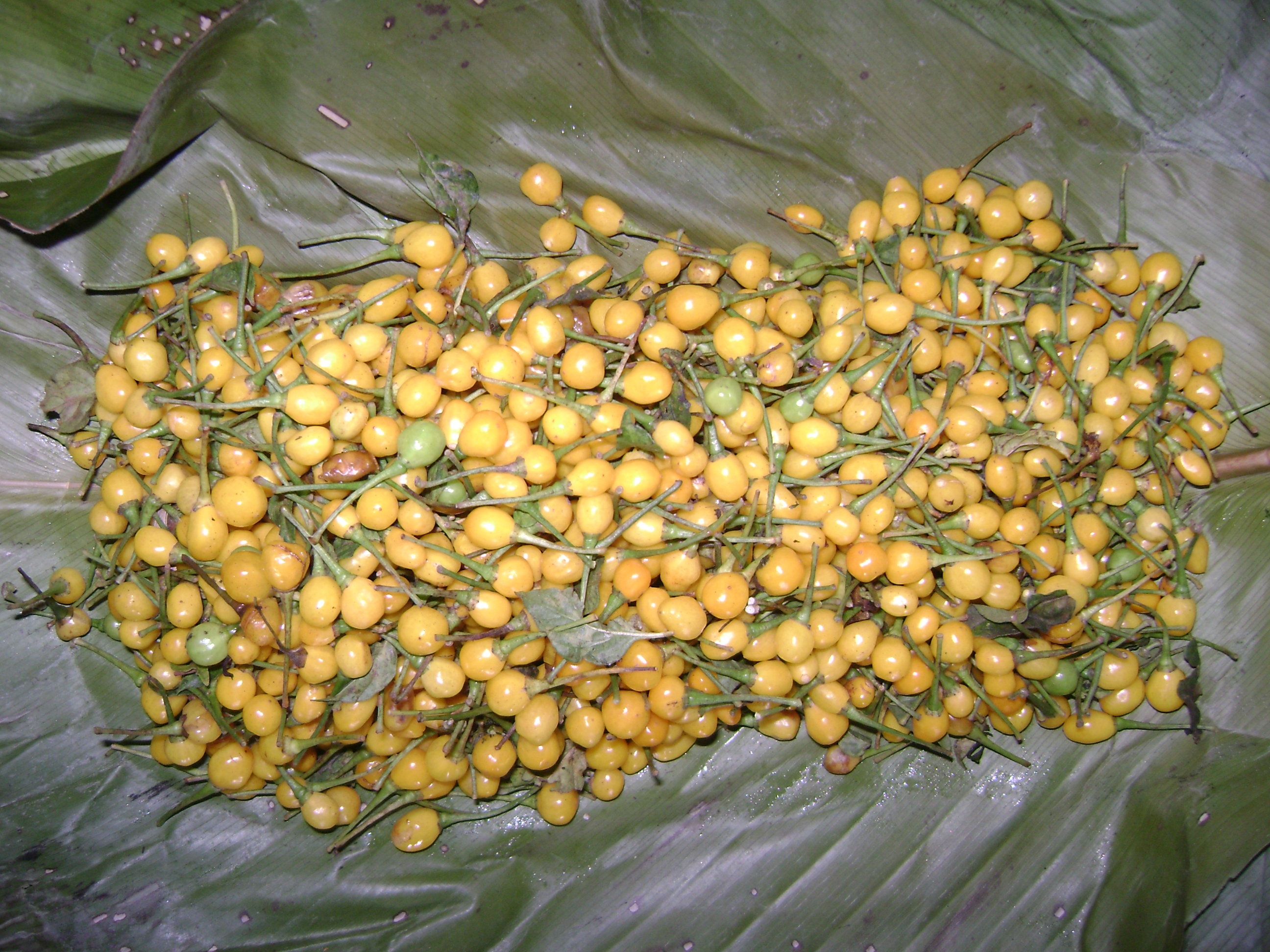
Potrawa aji charapita w liściu Calathea lutea

- Calathea calderon-saenzii H.Kenn. & M.Serna
- Calathea carlae H.Kenn.
- Calathea casupito (Jacq.) G.Mey.
- Calathea chiriquensis H.Kenn.
- Calathea cofaniorum H.Kenn.
- Calathea confusa H.Kenn.
- Calathea congesta H.Kenn.
- Calathea croatii H.Kenn.
- Calathea crotalifera S.Watson
- Calathea erythrolepis L.B.Sm. & Idrobo
- Calathea fredgandersii H.Kenn.
- Calathea fredii H.Kenn.
- Calathea galdamesiana H.Kenn. & Rod.Flores
- Calathea gentryi H.Kenn.
- Calathea grandifolia Lindl.
- Calathea guzmanioides L.B.Sm. & Idrobo
- Calathea hagbergii H.Kenn.
- Calathea harlingii H.Kenn.
- Calathea inscripta (W.Bull) N.E.Br.
- Calathea ischnosiphonoides H.Kenn.
- Calathea jondule H.Kenn. & Hammel
- Calathea lanibracteata H.Kenn.
- Calathea lanicaulis H.Kenn.
- Calathea lasiostachya Donn.Sm.
- Calathea lateralis (Ruiz & Pav.) Lindl.
- Calathea latrinotecta H.Kenn.
- Calathea lutea (Aubl.) E.Mey. ex Schult.
- Calathea marantina (Willd. ex Körn.) K.Koch
- Calathea monstera H.Kenn.
- Calathea multispicata H.Kenn. & M.Serna
- Calathea neillii H.Kenn.
- Calathea neurophylla H.Kenn.
- Calathea nitens (W.Bull) Ender
- Calathea oscariana H.Kenn.
- Calathea platystachya Standl. & L.O.Williams
- Calathea pluriplicata H.Kenn.
- Calathea plurispicata H.Kenn.
- Calathea ravenii H.Kenn.
- Calathea recurvata H.Kenn.
- Calathea retroflexa H.Kenn.
- Calathea rubribracteata H.Kenn.
- Calathea shishicoensis H.Kenn.
- Calathea similis H.Kenn.
- Calathea spiralis H.Kenn.
- Calathea striata H.Kenn.
- Calathea tarrazuensis H.Kenn.
- Calathea timothei H.Kenn.
- Calathea toroi S.Suárez
- Calathea trianae L.B.Sm. & Idrobo
- Calathea utilis H.Kenn.
- Calathea velutinifolia H.Kenn.
- Calathea verruculosa H.Kenn.
- Calathea yawankama H.Kenn.

## Zastosowanie użytkowe
Owoszczone liście Calathea lutea wykorzystywane są do tworzenia wodoodpornych koszy i pokryć szałasów. Są też często używane do pakowania pożywienia oraz owijania potraw takich jak tamales, barbacoa i mone de cerdo.
Z uwagi na duże liście Calathea lutea są również uprawiane jako rośliny ozdobne w zacienionych miejscach ogrodów i parków.